# Starks, Louisiana
Starks är en ort (CDP) i Calcasieu Parish i Louisiana. Vid 2010 års folkräkning hade Starks 664 invånare.